# Pterostemon
Pterostemon är ett släkte av tvåhjärtbladiga växter. Pterostemon ingår i familjen Iteaceae.
Kladogram enligt Catalogue of Life:
| Pterostemon | \| \| Pterostemon bravoanus \| \| \| \| \| \| Pterostemon mexicanus \| \| \| \| \| \| Pterostemon rotundifolius \| \| \| \| |
|             | \| \| Pterostemon bravoanus \| \| \| \| \| \| Pterostemon mexicanus \| \| \| \| \| \| Pterostemon rotundifolius \| \| \| \| |
|             | Itea |
|             | |
|             | Pterostemon bravoanus |
|             | |
|             | Pterostemon mexicanus |
|             | |
|             | Pterostemon rotundifolius                                                                                                   |
|             | |

|  | Pterostemon bravoanus     |
|  |                           |
|  | Pterostemon mexicanus     |
|  |                           |
|  | Pterostemon rotundifolius |
|  |                           |